# Frijid Pink
Frijid Pink is een Amerikaanse rockband uit Detroit.

## Bezetting
Bij oprichting
- Richard Stevers (drums)
- Gary Ray Thompson (gitaar)
- Tom Harris (basgitaar)
- Tom Beaudry alias Kelly Green (leadzang)
- Larry Zelanka (toetsen)
- Craig Webb (gitaar)
- Jo Baker (zang, harmonica)
- Jon Wearing (zang)
- Reggie Vincent (zang)
- Bobby Gilbert alias Bobby G (gitaar)
- Danny Romanek (zang)

Huidige leden
- Rick Stevers (drums)
- Brent Austin (basgitaar, gitaar, zang)
- Ricky Houke (gitaar, zang)
- Chuck Mangus (toetsen, harmonica)
- Rick Zeithaml (gitaar, zang)

## Geschiedenis
Frijid Pink ontstond uit de plaatselijke coverband The Detroit Vibrations (Richard Stevers, Tom Harris, Gary Ray Thompson en Tom Beaudry). Thompson overtuigde manager Clyde Stevers, dat hij een betere muzikant was dan de huidige gitarist van The Detroit Vibrations. De band hielden zich de eerste twee jaar bezig met toeren door de regio zuidoost-Michigan/Detroit en tekenden uiteindelijk bij Parrot Records. Hun eerste twee singles Tell Me Why (#70, 1969, Canada) en Drivin' Blues (1969) flopten. Hun derde poging in 1969, een vervormende gitaarvertolking van House of the Rising Sun, bereikte de top 10 van de Amerikaanse Billboard Hot 100 in de lente van 1970. Er werden meer dan een miljoen exemplaren van verkocht met een gouden plaat van de RIAA. De song scoorde ook in de Britse singlehitlijst (#4) en de Canadese  RPM Magazine hitlijst (#3). De band werd populair in hun thuishonk Detroit. De beginnende band Led Zeppelin was eens de openingsact in de Grande Ballroom in Detroit. Frijid Pink deelde vaak de kosten met de leeftijdgenoten van MC5, The Stooges, The Amboy Dukes en andere plaatselijke bands.
Frijid Pinks gelijknamige debuut-lp volgde in 1970, net als hun tweede publicatie Defrosted en bijna alle albums werden geschreven en aangeboden door het duo Beaudry en Thompson. Opvolgende singles als Sing a Song For Freedom en een cover van Heartbreak Hotel flopten en konden niet evenaren aan eerdere successen. Nadat Beaudry en Thompson instonden voor een poging om de band te hervormen, werd een nieuwe bezetting samengesteld uit David Alexander (later Jon Wearing, zang), Craig Webb (gitaar) en Larry Zelanka (keyboards). Deze versie van de band nam Earth Omen (1972) op. De band wilde een andere studiobezetting voor de opname van All Pink Inside (1975) met Jo Baker (zang) en Larry Popolizio (basgitaar).
In 1981 bundelden Stevers en Harris hun krachten met Arlen Viecelli (leadzang, gitaar) van Salem Witchcraft en Ray Gunn (gitaar) van Virgin Dawn om een album op te nemen in de Sound Suite-studio in Detroit. De muziek werd geschreven door Viecelli en Gunn en werd voorbereid om te worden uitgebracht in de zomer van 1982. Echter na mislukte onderhandelingsgesprekken met verschillende platenlabels door bandmanager Clyde Stevers, werd de band ontbonden en het materiaal werd nooit uitgebracht.
In 2001 werd een nieuwe versie van de band geformeerd. Ze namen het album Inner Heat op, dat werd voorbereid voor publicatie in 2002. Na een enkele show, die niet de grootste hit van de band bracht, werd het album ingetrokken door Dynasty Records. In 2005 daarentegen werd een andere bezetting geformeerd met de meeste van de oorspronkelijke bezetting. Richard Stevers was erin geslaagd, Tom Harris, Tom Beaudry, Steve Dansby (ex-Cactus) en de onbekende keyboarder Larin Michaels te strikken.
Laat 2006, na een andere mislukte poging om de oorspronkelijke leden te herenigen, begon Stevers met een auditie voor gitaristen voor de hereniging van Frijid Pink. Een toetsenist werd ook aangetrokken. In de loop van de volgende vijf jaar zou deze nieuwe bezetting bij benadering een dozijn concerten geven, evenals plaatselijke locaties en straatmarkten, maar zonder geschikt management was er nooit vast werk of tournees. De focus verplaatste zich naar kelderopnamen en ze stelden een album samen, dat werd uitgebracht in maart 2011 bij Repertoire Records. Dit album, verkrijgbaar in de Verenigde Staten als import, werd gecomponeerd van heropgenomen uitvoeringen van songs van eerdere albums en nieuwe originele muziek. Laat 2011 werden de leadzanger/gitarist/technicus en de toetsenist vervangen, dus eindigde de langst bestaande bezetting in de geschiedenis van de band. Opnamen en optredens gingen door in een soortgelijke stijl met de laatste bezetting en een ep werd uitgebracht in het late voorjaar van 2012. De ep Taste of Pink werd uitgebracht begin 2017, met drie nieuwe songs en een vernieuwde versie van House of the Rising Sun. De drie nieuwe songs op de ep werden opgenomen in het album On the Edge (2018).

## Onderscheidingen
In 2013 werd Frijid Pink opgenomen in de Michigan Rock and Roll Legends Hall of Fame.

## Discografie

### Singles
- 1969: Tell Me Why / Cryin' Shame (Parrot Records); Canada
- 1969: Drivin' Blues / God Gave Me You (Parrot Records)
- 1969: House of the Rising Sun / Drivin' Blues (Parrot Records)
- 1970: House of the Rising Sun / Drivin' Blues (Deram Records); Frankrijk
- 1970: House of the Rising Sun / Crying Shame (EPDM); Portugal
- 1970: Sing a Song for Freedom / End of the Line (Parrot Records) U.S.A., Canada
- 1970: Sing a Song for Freedom / End of the Line (DM); Frankrijk
- 1970: Heartbreak Hotel / Bye Bye Blues (Parrot Records) U.S.A., Canada
- 1971: Heartbreak Hotel / Bye Bye Blues (SDM); Portugal
- 1971: Music for the People / Sloony (Parrot Records)
- 1971: We're Gonna Be There / Shortly Kline (Parrot Records)
- 1971: We're Gonna Be There / Shortly Kline (DM); Frankrijk
- 1972: I Love Her / Lost Son (Parrot Records)
- 1972: Earth Omen / Lazy Day (Lion)
- 1972: Go Now / Lazy Day (Lion)
- 1973: Rainbow Rider / Earth Omen (MGM Records), Duitsland
- 1973: Big Betty / Shady Lady (Lion)

### Albums
- 1970: Frijid Pink (Parrot Records) U.S.A.
- 1970: Frijid Pink (Deram Records); Frankrijk, UK
- 1970: Defrosted (Parrot Records) U.S.A.
- 1970: Defrosted (Deram Records); Frankrijk, UK
- 1972: Earth Omen (Lion)
- 1975: All Pink Inside (Fantasy)
- 2011: Frijid Pink Frijid Pink Frijid Pink (Repertoire)
- 2014: Made In Detroit (Dynasty)
- 2017: Taste of Pink EP (Dynasty)
- 2018: On the Edge (Dynasty)

### Compilaties
- 1973: The Beginning Vol. 5 (Deram Records). Duitse compilatie, speciale import
- 2002: Hibernated 3-cd-boxset die de eerste drie albums plus non-album singles bevat